# Postlingualer Hörverlust
Postlingualer Hörverlust bedeutet wörtlich „Hörverlust nach der Sprache“. Der Begriff wird oft in Verbindung mit Gehörlosigkeit verwendet.
Eine postlingual ertaubte Person ist jemand, der nach dem Erlernen der Lautsprache taub geworden ist. Die wichtigste Phase für den Erstspracherwerb eines Kindes ist etwa bis zum sechsten Lebensjahr. Da in dieser Zeit der Grundstein für die Lautsprache gelegt wird, können postlingual ertaubte Menschen oft akzentfrei sprechen. Ohne die Unterstützung eines Logopäden kann sich die Intonation mit der Zeit etwas einpendeln. Denn die eigene Aussprache kann nicht mehr gehört und überprüft werden. 
Im Gegensatz zu postlingual gehörlosen Menschen sprechen prälingual gehörlose Menschen oft mit einem typischen „Gehörlosenakzent“, der manchmal schwer zu verstehen sein kann.
Postlingual ertaubte Menschen nutzen häufig eine Form der Kommunikation, bei der die gesprochene Sprache durch Gesten unterstützt wird. Der Spruch wird dadurch „sichtbar“ gemacht. Der Unterschied zur Gebärdensprache besteht darin, dass hier die Grammatik der Lautsprache beibehalten wird, denn für postlingual gehörlose Menschen ist und bleibt die Lautsprache die Muttersprache. In den Niederlanden wird diese Form der Kommunikation NmG (Nederlands met Gebaren) genannt.
Bei der postlingualen Taubheit unterscheidet man zwischen Plötzliche und späte Taubheit.
Je nach Art und Ursache ihrer Taubheit können postlingual ertaubte Menschen Kandidaten für ein Cochlea-Implantat sein. Da sie bereits eine Sprache erworben haben, fällt ihnen das (Wieder-)Erlernen des Hörens deutlich leichter als (älteren) prälingual ertaubten Menschen.